# یواس‌اس کلدول (دی‌دی-۶۰۵)
یواس‌اس کلدول (دی‌دی-۶۰۵) (به انگلیسی: USS Caldwell (DD-605)) یک کشتی بود که طول آن ۳۴۸ فوت ۲ اینچ (۱۰۶٫۱۲ متر) بود. این کشتی در سال ۱۹۴۲ ساخته شد.